# Dick Quax

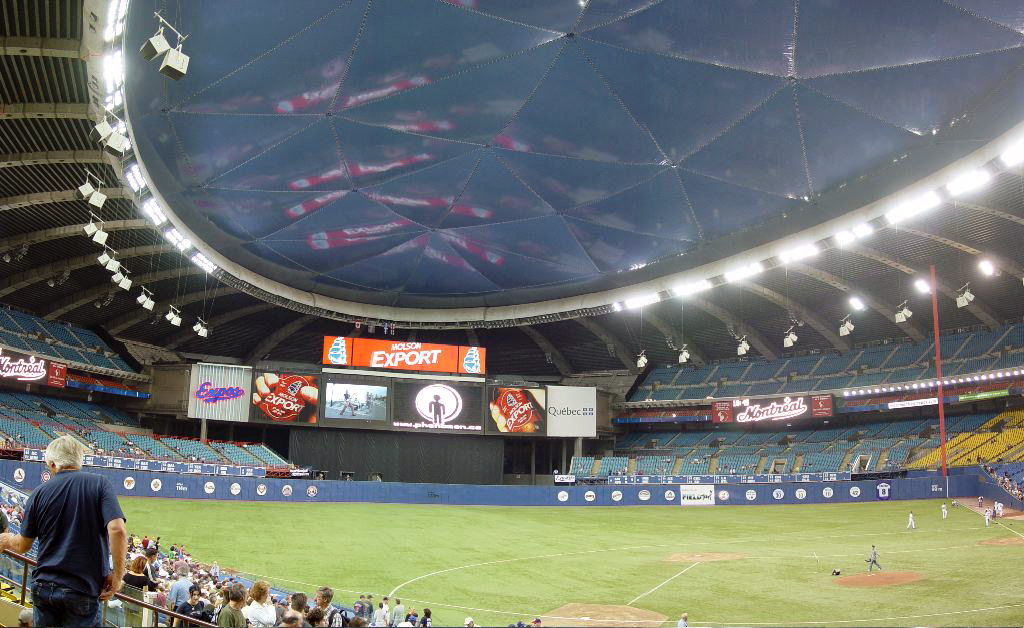
Het Olympisch stadion in Montreal, waar Quax net naast de gouden medaille greep.

Theodorus Jacobus Leonardus (Dick) Quax (Alkmaar, 1 januari 1948 – Auckland, 28 mei 2018) was een Nieuw-Zeelandse atleet, die gespecialiseerd was in de lange afstand. Samen met zijn landgenoten John Walker en Rod Dixon behoorde hij in de jaren zeventig tot de beste langeafstandslopers van Nieuw-Zeeland. Het trio maakte furore in de Europese atletiekwereld en zorgde voor hernieuwde interesse in de atletiek in eigen land.

## Loopbaan

### Jeugd en opkomst
Quax emigreerde met zijn familie in 1954 vanuit Nederland naar Nieuw-Zeeland en groeide op in Waikato. Hij volgde zijn middelbare opleiding aan de Hamilton Boys' High School, waar hij als Americanfootballspeler in de rugby union speelde en ontdekte dat hij een talent had voor het hardlopen. Hij was destijds fan van de bekende atleten Peter Snell en Murray Halberg en reisde geregeld naar Auckland om ze te zien rennen. Quax trainde volgens de Lydiard-methode en op zestienjarige leeftijd rende hij al meer dan 150 km per week. In 1968 vroeg hij John Davies, ook een adept van Lydiard, om hem te trainen, hetgeen resulteerde in een sportieve relatie die voortduurde tot de dood van Davies in 2003. Quax en Davies zorgden decennialang voor de organisatie en promotie van internationale hardloopwedstrijden en waren daarnaast verantwoordelijk voor andere sportevenementen, zoals wedstrijden voor bedrijven en zakenrelaties. Ze richtten een bedrijf op genaamd Athletics Marketing and Management, dat Quax na Davies' dood overnam.

### (Inter)nationale bekendheid
Quax vergaarde voor het eerst nationale bekendheid in maart 1970, toen hij de olympisch kampioen op de 1500 m Kip Keino met 30 m verschil versloeg op de Engelse mijl tijdens een wedstrijd in Auckland. Later dat jaar zou Keino wraak nemen op de 1500 m tijdens de Britse Gemenebestspelen in Edinburgh, waar hij de gouden medaille won; Quax werd tweede, maar was tevens de enige die hem enigszins had kunnen bijhouden. Vanwege een aanhoudende beenvliesontsteking was de Nederlandse emigrant in de jaren daarop echter een tijd lang niet in staat om hard te lopen, waardoor hij onder meer de Olympische Spelen van 1972 in München miste. Een in die tijd revolutionaire operatie in 1975 zorgde er echter voor, dat hij opnieuw relatief blessurevrij kon trainen en rennen.
Quax kon dus deelnemen aan de Olympische Spelen van 1976 in Montreal, waar hij wellicht zijn bekendste wedstrijd liep; de finale van de 5000 m, waar ook Rod Dixon aan meedeed. Quax liep een uitstekende wedstrijd, maar werd in de laatste ronde ingehaald door Lasse Virén, die hem uiteindelijk met enkele centimeters verschil versloeg. Dixon zat vlak achter hem, maar viste naast de bronzen plak door een laatste krachtinspanning van de Duitser Klaus-Peter Hildenbrand, die met een duik alsnog een medaille won.
In 1976 was Quax enkele milliseconden te langzaam om een nieuw wereldrecord op de 5000 m te zetten. Een jaar later was het echter wel raak: in de Zweedse hoofdstad Stockholm voltooide hij een wedstrijd tijdens de Dagens Nyheter Galan in een tijd van 13 minuten, 12 seconden en negen honderdste, waarmee hij het oude record van de Belg Miel Puttemans met één honderdste verbeterde. Aan het einde van zijn carrière legde de Nieuw-Zeelander zich toe op de marathon en maakte met een tijd van 2:11.13 een prima debuut tijdens de grote Nike-marathon in Eugene (Oregon). Vanwege een boycot kon hij niet meedoen aan de Olympische Spelen van 1980 in Moskou, maar Quax kwam tijdens de volgende editie van de Nike-marathon binnen na 2:10.47, waarmee hij de snelste Nieuw-Zeelander aller tijden was.

### Politieke carrière
In oktober 2001 werd Quax namens het district Pakuranga gekozen voor de gemeenteraad van Manukau. Vier jaar later werd hij herkozen namens het nieuwe district Botany-Clevedon, nadat zijn campagne voor het burgemeesterschap was mislukt. Daarnaast is hij lid van de rechts-liberale partij ACT New Zealand, waarvoor hij verkiesbaar was tijdens de parlementsverkiezingen van 1999 en 2002.
Op 13 oktober 2007 werd de voormalige atleet tweede in de race om het burgemeesterschap van Manukau achter Len Brown, met een verschil van 14.000 stemmen. Tijdens de verkiezingen deed Quax zijn beklag bij de gemeente vanwege een "beledigende folder" (offensive flyer), waarin hij en de leden van zijn partij werden afgebeeld als de Thunderbirds. Zijn klacht werd niet in behandeling genomen, omdat er geen bewijs was dat de folders van zijn concurrent afkomstig waren.

## Titels
- Nieuw-Zeelands kampioen 1 Eng. mijl - 1969
- Nieuw-Zeelands kampioen 5000 m - 1972, 1973, 1974
- Nieuw-Zeelands kampioen 10 km - 1982

## Persoonlijke records
| Onderdeel   | Prestatie        | Datum            | Plaats       |
| ----------- | ---------------- | ---------------- | ------------ |
| 1500 m      | 3.36,7           | 30 juni 1976     | Oslo         |
| 1 Eng. mijl | 3.56,23          | 9 juli 1976      | Zürich       |
| 3000 m      | 7.45,11          | 25 juni 1977     | Londen       |
| 2 Eng. mijl | 8.17,1           | 4 augustus 1976  | Philadelphia |
| 5000 m      | 13.12,87 (ex-WR) | 5 juli 1977      | Stockholm    |
| 10.000 m    | 27.41,95 (ex-NR) | 9 september 1977 | Londen       |
| marathon    | 2:10.47 (ex-NR)  | 7 september 1980 | Eugene       |

## Palmares

### 1500 m
- 1970:  Gemenebestspelen - 3.38,19

### 1 Eng. mijl
- 1969:  Nieuw-Zeelandse kamp. - 4.05,3

### 3000 m
- 1977:  Debenhams Jubilee Games in Londen - 7.45,11
- 1978:  Västeräs - 7.53,8
- 1981: 4e Budapest Grand Prix - 7.54,13

### 5000 m
- 1972:  Nieuw-Zeelandse kamp. - 13.59,0
- 1973:  Nieuw-Zeelandse kamp. - 13.58,8
- 1973:  Pacific Conference Games - 13.38,8
- 1974:  Nieuw-Zeelandse kamp. - 13.56,6
- 1976:  OS - 13.25,16
- 1976:  Weltklasse Zürich - 13.24,07
- 1977:  World Games of Helsinki - 13.19,4
- 1977:  DN Galan - 13.12,87 (WR)
- 1977:  Athletissima - 13.33,3
- 1977: 5e AAA kamp. in Londen - 13.45,4
- 1977:  Nijmegen - 13.25,2
- 1977:  Weltklasse Zurich - 13.17,32
- 1978:  Christchurch - 13.26,0
- 1978: 4e Athletissima - 13.27,8
- 1979:  Auckland - 13.31,7
- 1980: 5e Christchurch - 13.31,9

### 10.000 m
- 1976:  DN Galan - 27.46,08
- 1977: 5e Memorial van Damme - 28.56,1
- 1977:  ISTAF - 28.05,1
- 1977: 4e Coca Cola Meeting in Londen - 27.41,95 (NR)
- 1980: 4e Memorial van Damme - 28.03,2
- 1980:  Koblenz - 28.15,36

### 10 km
- 1982:  Nieuw-Zeelandse kamp. - 57.59
- 1988:  Hyatt Kingsgate in Auckland - 29.42

### 10 Eng. mijl
- 1980:  Trevira Twosome - 47.11

### 15 km
- 1980: 7e Midland Run - 44.54 (NR)

### 20 km
- 1982: 4e Pear Blossom in Medford - 1:01.22 (NR)

### halve marathon
- 1980:  halve marathon van Las Vegas - 1:05.37
- 1984:  halve marathon van Cottage Grove - 1:03.13
- 1985:  halve marathon van Auckland - 1:06.32

### marathon
- 1979: 4e marathon van Eugene - 2:11.13 (NR)
- 1980:  marathon van Auckland - 2:13.12
- 1980:  marathon van Eugene - 2:10.47 (NR)
- 1982:  marathon van Wiri - 2:17.01

- World Athletics: 14346021
- International Standard Name Identifier: 0000 0000 6565 8314
- Museum of New Zealand Te Papa Tongarewa: 44279
- Virtual International Authority File: 93321510